# Malcolm Williamson
Malcolm Benjamin Graham Christopher Williamson (født 21. november 1931 i Sydney, Australien - død 2. marts 2003) var en australsk komponist.
Har bl.a. skrevet operaer, 9 symfonier og andre orkesterværker, en violinkoncert, musik for klaver, orgel, balletter, korværker, kirkemusik samt vokalværker.Williamson hører til de fremmeste komponister fra Australien i det 20. århundrede.

## Udvalgte værker
- Symfoni nr. 1 "Elevamini" (1956-1957) - for orkester
- Symfoni nr. 2 "Pilgrim på havet" (1968-1969) - for orkester
- Symfoni nr. 3  "Det iskolde spejl" (1977) - for vokal, mezzosopran, 2 barytoner, kor og orkester
- Symfoni nr. 4 "Jubelår" (1977) - for orkester
- Symfoni nr. 5 "Akvarel" (1979-1980) - for orkester
- Symfoni nr. 6 (1982) - for orkester
- Symfoni nr. 7 (1987) - for strygeorkester
- Symfoni for stemmer (1962) - for kor
- Orgelsymfoni (1961) - for orgel og orkester
- Sinfonietta (1965) - for orkester
- "Symfoni Koncertante" (1961) - for klaver og orkester
- "Skærmen" (1964) (Danse Symfoni) - for orkester
- "Lento" (1985) - for strygeorkester